# Ísafjörður (Fjord)
Der Ísafjörður ist ein Fjord in den Westfjorden von Island.
Dieser Fjord liegt als innerster und östlichster im Ísafjarðardjúp.
Er reicht 25 km weit in das Land und ist etwa 3 km breit.
Vor dem Fjord liegt die Insel Borgarey.
Um den ganzen Fjord verläuft der asphaltierte Djúpvegur  auf einer Strecke von etwa 37 km.
Am Ostufer zweigt die Hochlandstraße  über die Kollafjarðarheiði ab.
Sie führt nach Süden bis in den Kollafjörður.
Der Weg um den westlichen Nachbarfjord Mjóifjörður wurde 2009 durch eine Brücke abgekürzt.
Vorher führte der frühere Mjóafjarðarvegur  vom Fjordinneren über einen Pass am Eyrarfjall dorthin.
Diese Straße wird nicht mehr unterhalten.
Die bekannte Stadt Ísafjörður liegt 40 km Luftlinie nordwestlich im Skutulsfjörður.